# O Livro do Chá
O Livro do Chá, lançado originalmente inglês, é um ensaio de Okakura Kakuzō sobre a cerimônia do chá e como ela se relaciona com os aspectos da cultura do Japão. Lançado em 1906 durante a Era Meiji, o livro é direcionado para uma audiência ocidental.

## Conteúdo do livro
Em seu livro, Okakura discute tópicos como Zen, budismo e, principalmente, os aspectos da cerimônia do chá japonesa. O livro enfatiza como a cultura do chá, o "chaísmo", influenciou também a arquitetura e a arte japonesa. No fim do livro, descreve Sen no Rikyū e suas contribuições para a cultura do chá no Japão. 

## Ligações Externas
The book of tea no Projeto Gutenberg (em inglês)